# James ou pas
Pour plus de détails, voir Fiche technique et Distribution.
James ou pas est un film suisse réalisé par Michel Soutter, sorti en 1970.

## Synopsis
James ou pas c'est, au départ, l'histoire d'un chauffeur de taxi, Hector qui est content quand son taxi peut être utile à quelqu'un. Répondant à un appel, il se rend dans un village de la campagne genevoise. En cours de route, il entend un coup de feu, s'arrête et voit disparaître une silhouette. Arrivé à destination, il emmène son client, James, à l'aéroport de Cointrin accueillir son amie de cœur, Eva. Avant de partir, Hector appelle sa fiancée, Janine qui se trouve en compagnie de Narcisse, un collègue d'Hector. Pour les faire libérer sa maison, il demande à Narcisse d'emmener Janine à l'hôtel, où il les retrouverait. Après les retrouvailles de James et d'Eva, le chauffeur de taxi Hector leur propose de les emmener chez lui. Là, Hector se laisse séduire par Eva. Plus tard, James est trouvé mort dans un champ et Eva disparaît. Hector se demande s'il n'a pas assisté le jour précédent à la mort de James ou pas. Tout cela ressemble à un rêve bien insolite ou est-ce la réalité ?

## Fiche technique
- Titre : James ou pas
- Réalisation : Michel Soutter
- Scénario : Michel Soutter
- Production : Michel Buhler, Groupe 5, TSR
- Musique : Frédéric Chopin, Guy Bovet
- Photographie : Simon Edelstein
- Montage : Yvette Schladenhaufen
- Pays d'origine : Suisse
- Format : 35 mm
- Genre : Fiction
- Durée : 1 heure 20 minutes
- Date de sortie : 
  -  Suisse : 12 mai 1970

## Distribution
- Harriet Ariel : Eva
- Jean-Luc Bideau : Hector
- Serge Nicoloff : James
- Nicole Zufferey : La fiancée d'Hector
- Jacques Denis : Narcisse
- Dominique Catton : L'inspecteur
- Jaroslav Vízner : Le policier

## Distinctions
- Sélection à la quinzaine des réalisateurs à Cannes en 1970[1]
- Présentation aux Festivals de:
  - Avignon (1970)
  - Locarno (1970)
  - New-York (1970)
  - Dinard (1970)
  - Soleure (1971)
  - Berlin (1971)

## Analyse
Le film est présenté ainsi dans le cadre d'une rétrospective d'un cinéclub de Brooklyn en août 2015: "si Soutter éviter de construire une intrigue dans ses premiers films, dans James ou pas, il offre assez d’inflexions dramatiques pour montrer un changement marqué dans sa pratique. Finis les personnages bressonniens, impassibles, de ses premiers films. La drolatique langueur de la vie suisse reste présente en toile de fond, mais avec l'éclairage comique nouvellement élaboré par Soutter, l'absurde s'inscrit plus fortement dans James ou pas".
Soutter insère un lien avec son précédent film, La Pomme (1969), comme entre deux parties d'un film choral: lorsqu'Hector et James vont chercher Eva à l'aéroport, un plan montre un échange entre deux des personnages de La Pomme, Simon (Arnold Walter) à qui son ami, désigné au générique comme "le jeune homme" (Daniel Stuffel), demande ce qui s'est passé dans sa confrontation avec son rival et collègue, Marcel (André Widmer). Simon lui raconte qu'il lui a donné un coup de pied aux fesses, qui constitue le dernier plan du film sur le mode burlesque, qu'il ne s'est rien passé d'autre, et que son ami ne peut rien faire pour lui. Pendant ce temps, le haut-parleur diffuse une demande à M. Marcel d'arrêter de fumer sur la terrasse. Le retour à la fiction de James ou pas se fait à travers un double sens: Simon ponctue le désarroi de son ami en disant, avec une métaphore empruntée au langage cinématographique: "Note de scène, deux points, un ange passe". À cet instant, ils voient passer une jeune femme blonde, qui s'avère être Eva, l'amie de James. L'ami de Simon va chercher à entrer en contact avec elle, rejoignant ainsi le monde de James ou pas. 